# Шатт, Джордж
Джордж Шатт (англ. George Shutt; 18 декабря 1861 — 6 августа 1936) — английский футболист, хавбек. Играл за футбольные клубы «Сток Прайори», «Сток», «Ханли Таун» и «Берзлем Порт Вейл», а также за национальную сборную Англии. Также работал футбольным судьёй.

## Биография
Родился в Фентоне (графство Стаффордшир) в декабре 1861 года. Вырос в Сток-апон-Тренте, где работал в качестве живописца, изображающего цветы на горшках.
В октябре 1889 года женился на Энни Хэнд. У пары был один сын.
После завершения карьеры футболиста работал трактирщиком до самой своей смерти в августе 1936 года.

## Футбольная карьера
С 14-летнего возраста выступал за юношеские футбольные команды из Стока, в том числе «Сток Прайори». В 1880 году подписал профессиональный контракт с клубом «Сток» (впоследствии поменявшем название на «Сток Сити»), став одним из первых профессиональных футболистов в его составе. Сначала ему платили полкроны в неделю, впоследствии зарплата выросла до 5 шиллингов. С 1887 по 1889 год был капитаном «гончаров». До основания Футбольной лиги Шатт, как и другие футболисты, играл в товарищеских и кубковых матчах. В 1888 году «Сток» стал одним из основателей Футбольной лиги. В лиге он дебютировал 8 сентября 1888 года, выйдя на позиции центрального хавбека в матче против «Вест Бромвич Альбион». В сезоне 1888/89 Шатт провёл за «гончаров» 21 матч и забил 1 гол (в матче против клуба «Астон Вилла» 3 ноября, который завершился со счётом 1:1, благодаря чему «Сток» впервые сыграл вничью в Футбольной лиге), а «Сток» занял последнее 12-е место. 19 марта 1888 года в честь Шатта «Сток» провёл благотворительный матч против клуба «Митчелл Сент-Джордж», в котором победил со счётом 5:1.
С 1889 по 1891 год выступал за клуб «Ханли Таун», а с 1891 по 1893 год — за «Берзлем Порт Вейл». 21 сентября 1891 года дебютировал за «Берзлем Порт Вейл» в товарищеском матче против «Уэндсдей». Пять дней спустя сыграл в Мидлендской лиге в матч против «Донкастер Роверс». По итогам сезона 1892/93 покинул команду, вернувшись в «Ханли Таун».
13 марта 1886 года провёл свою единственную игру за национальную сборную Англии, сыграв на позиции хавбека в матче Домашнего чемпионата против сборной Ирландии на стадионе «Баллинафей Парк» в Белфаст, который завершился разгромной победой англичан со счётом 6:1.
Также играл в футбольных матчах «Игроков» против «Джентльменов» в январе и марте 1886 года и в матче «Юга» против «Севера» в январе 1886 года, 12 раз выступал за футбольную сборную графства Стаффордшир.
В 1889 (по другим данным, в 1891) году стал одним из самых молодых футбольных судей в Англии.

## Статистика выступлений
| Клуб              | Сезон            | Дивизион         | Лига | Лига | Кубок Англии | Кубок Англии | Итого | Итого |
| Клуб              | Сезон            | Дивизион         | Игры | Голы | Игры         | Голы         | Игры  | Голы  |
| ----------------- | ---------------- | ---------------- | ---- | ---- | ------------ | ------------ | ----- | ----- |
| Сток              | 1883/84          | —                | —    | —    | 1            | 0            | 1     | 0     |
| Сток              | 1884/85          | —                | —    | —    | 0            | 0            | 0     | 0     |
| Сток              | 1885/86          | —                | —    | —    | 2            | 1            | 2     | 1     |
| Сток              | 1886/87          | —                | —    | —    | 2            | 0            | 2     | 0     |
| Сток              | 1887/88          | —                | —    | —    | 4            | 0            | 4     | 0     |
| Сток              | 1888/89          | Футбольная лига  | 21   | 1    | 0            | 0            | 21    | 1     |
| Сток              | Итого            | Итого            | 21   | 1    | 9            | 1            | 30    | 2     |
| Берзлем Порт Вейл | 1891/92          | Мидлендская лига | 1    | 0    | 1            | 0            | 2     | 0     |
| Всего за карьеру  | Всего за карьеру | Всего за карьеру | 22   | 1    | 10           | 1            | 32    | 2     |

## Достижения
Сборная Англии
- Победитель Домашнего чемпионата Великобритании: 1886 (разделённая победа)